# Giro del Belgio 1968
Il Giro del Belgio 1968, cinquantaduesima edizione della corsa, si svolse in quattro tappe tra il 2 e il 5 aprile 1968, per un percorso totale di 805 km e fu vinto dal belga Wilfried David.

## Tappe
| Tappa  | Data     | Percorso            | km  | Vincitore di tappa  | Leader cl. generale |
| ------ | -------- | ------------------- | --- | ------------------- | ------------------- |
| 1ª     | 2 aprile | Bruxelles > Bertrix | 212 | Herman Van Springel |                     |
| 2ª     | 3 aprile | Bertrix > Verviers  | 160 | Eddy Merckx         |                     |
| 3ª     | 4 aprile | Spa > Gand          | 210 | Raymond Poulidor    |                     |
| 4ª     | 5 aprile | Gand > Bruxelles    | 223 | Willy Vekemans      | Wilfried David      |
| Totale | Totale   | Totale              | 805 |                     |                     |

## Dettagli delle tappe

### 1ª tappa
- 2 aprile: Bruxelles > Bertrix – 212 km

Risultati
| Pos. | Corridore           | Squadra      | Tempo    |
| ---- | ------------------- | ------------ | -------- |
| 1    | Herman Van Springel | Mann-Grundig | 6h06'05" |
| 2    | Wilfried David      | Flandria     | s.t.     |
| 3    | Jean Stablinski     | Mercier      | a 13"    |

### 2ª tappa
- 3 aprile: Bertrix > Verviers – 160 km

Risultati
| Pos. | Corridore        | Squadra  | Tempo    |
| ---- | ---------------- | -------- | -------- |
| 1    | Eddy Merckx      | Faema    | 3h47'50" |
| 2    | Raymond Poulidor | Mercier  | a 41"    |
| 3    | Wilfried David   | Flandria | a 1'26"  |

### 3ª tappa
- 4 aprile: Spa > Gand – 210 km

Risultati
| Pos. | Corridore        | Squadra | Tempo    |
| ---- | ---------------- | ------- | -------- |
| 1    | Raymond Poulidor | Mercier | 5h26'45" |
| 2    | Roger Swerts     | Faema   | s.t.     |
| 3    | Ferdinand Bracke | Peugeot | s.t.     |

### 4ª tappa
- 5 aprile: Gand > Bruxelles – 223 km

Risultati
| Pos. | Corridore      | Squadra | Tempo    |
| ---- | -------------- | ------- | -------- |
| 1    | Willy Vekemans | Goldor  | 5h37'55" |
| 2    | Raymond Riotte | Mercier | s.t.     |
| 3    | Frans Brands   | Smith's | s.t.     |

## Classifiche finali

### Classifica generale
| Pos. | Corridore           | Squadra      | Tempo     |
| ---- | ------------------- | ------------ | --------- |
| 1    | Wilfried David      | Flandria     | 21h01'32" |
| 2    | Marinus Wagtmans    | Willem II    | a 29"     |
| 3    | Herman Van Springel | Mann-Grundig | a 36"     |
| 4    | Raymond Poulidor    | Mercier      | a 1'04"   |
| 5    | Antoon Houbrechts   | Flandria     | a 1'40"   |
| 6    | Roger Swerts        | Faema        | a 3'00"   |
| 7    | Ferdinand Bracke    | Peugeot      | a 3'43"   |
| 8    | Victor Van Schil    | Faema        | a 4'07"   |
| 9    | Wim Schepers        | Caballero    | a 11'50"  |
| 10   | Rik Van Looy        | Willem II    | a 11'59"  |

### Classifica a punti
| Pos. | Corridore      | Squadra   | Tempo |
| ---- | -------------- | --------- | ----- |
| 1    | Wilfried David | Willem II | ?     |

### Classifica a squadre
| Pos. | Squadra            | Tempo |
| ---- | ------------------ | ----- |
| 1    | Flandria-De Clerck | ?     |